# 车坞镇
车坞镇，是中华人民共和国陕西省咸陽市淳化县下辖的一个乡镇级行政单位。
2015年，陕西省民政厅批复同意将车坞镇的孟庄、辛庄、谋庄、沟圈4个村划归石桥镇。

## 行政区划
车坞镇下辖以下地区：
车坞村、何村、南胡同村、居集村、贤仓村、龙虎村、大店村、归乡村、朱家坪村、马家坡村、巴村和齐吴南村。